# Véganisme
Ne doit pas être confondu avec Végétalisme ou Végétarisme.

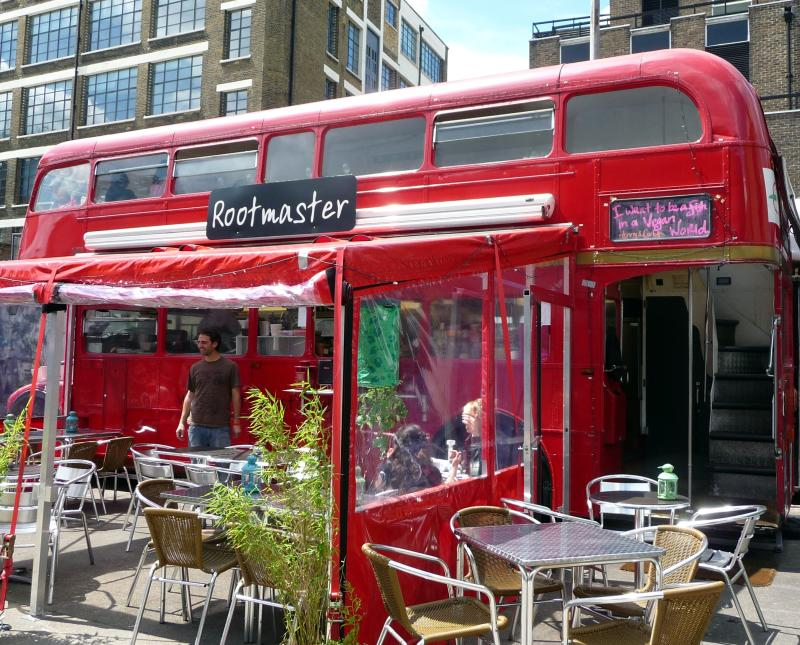
Un bus-restaurant végan à Londres. L'inscription au-dessus de la porte dit : « Je veux être un poisson dans un monde végan. »

Le véganisme (francisation de l'anglais veganism), dit également végétalisme intégral, est un mode de vie qui refuse l'exploitation des animaux, et exclut donc la consommation de produits d'origine animale. Au-delà de l'adoption d'une pratique alimentaire végétalienne (qui exclut les produits alimentaires d'origine animale comme la viande, le poisson, les insectes, les produits laitiers, les œufs et le miel), le véganisme exclut également la consommation de tout autre produit issu des animaux, de leur exploitation ou testé sur eux (cuir, fourrure, laine, soie, etc.), et plus généralement l'utilisation des animaux dans le cadre des loisirs. Le fait que l'animal ne soit pas tué ne suffit alors pas pour valider certaines pratiques alimentaires ni généralement pour évaluer l'admissibilité d'autres activités.
Ce mode de vie, extension du végétalisme qui est lui-même une forme plus restrictive du végétarisme, peut être adopté pour les mêmes motivations, notamment éthiques, environnementales, sanitaires, et plus rarement religieuses. Le plus souvent, il a pour motivation principale des convictions éthiques relatives à la manière dont les humains traitent et devraient traiter les animaux. Ces convictions peuvent prendre la forme d'une idéologie proposant une redéfinition normative des relations entre humains et animaux, notamment l'antispécisme, une philosophie selon laquelle l'espèce d'un individu n'est pas un critère pertinent pour définir la considération morale à accorder à cet individu. Certaines personnes pratiquant le véganisme dans cette optique refusent de façon systématique les modalités de l'exploitation et de la domestication animales dans le but de repenser radicalement le rapport de l'humain au vivant, ce qui peut comprendre une critique de la détention d'animaux de compagnie en plus des limitations citées plus haut.
En 2021, l'Office québécois de la langue française modifie sa définition du végétalisme intégral, qui devient une « doctrine » en faveur d'un mode de vie végane.

## Définition, origines et terminologie

Label de la Vegan Society.

Le mot véganisme est un anglicisme construit à partir du mot anglais veganism, un dérivé du mot « vegan » qui résulte quant à lui de la syncope du mot vegetarian. La plus ancienne trace connue du mot « végétarien » est attribuée à l'actrice, écrivaine et abolitionniste Fanny Kemble dans son Journal of a Residence on a Georgian plantation in 1838–1839.
La suppression des lettres centrales a été proposée en 1944 par le cofondateur de la Vegan Society, Donald Watson, après que la Vegetarian Society a refusé de faire la promotion d’un mode de vie sans produits laitiers dans son magazine,. Le mot vegan est utilisé en 1946 par Fay K. Henderson, qui publie le livre de cuisine Vegan recipes. Il faut attendre 1951 pour que la Vegan Society annonce une définition officielle :

« Le véganisme est la doctrine selon laquelle les humains doivent vivre sans exploiter les animaux. »

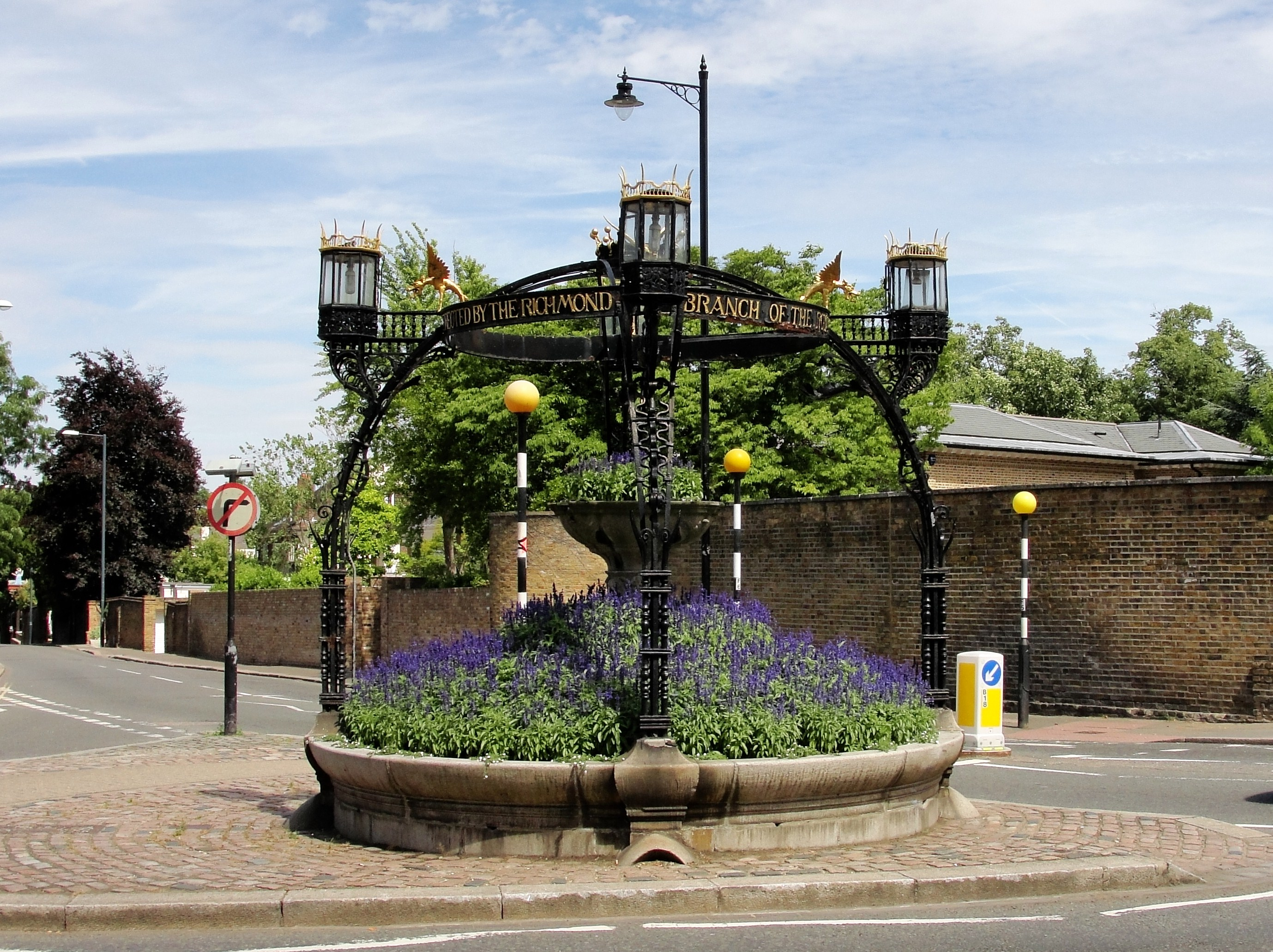
Monument contre la cruauté envers les animaux, Richmond Hill (Londres).

La définition a ensuite évolué au fil des années. Depuis l'hiver 1988, la définition suivante est en vigueur, :

« Une philosophie et façon de vivre qui cherche à exclure – dans la mesure du possible – toute forme d’exploitation et de cruauté envers les animaux, que ce soit pour se nourrir, s'habiller, ou pour tout autre but, et par extension, faire la promotion du développement et l'usage d’alternatives sans exploitation animale, pour le bénéfice des humains, des animaux et de l'environnement. En matière diététique, il désigne la pratique de se passer de tous les produits dérivés en tout ou partie d'animaux. »

Dans sa définition proposée en 2018, l'Office québécois de la langue française estime que le mot « véganisme » « n'est pas acceptable » et « s'intègre mal au système linguistique du français ». Il lui préfère l'expression « végétalisme intégral. La Commission d'enrichissement de la langue française privilégie aussi l'utilisation de l'expression « végétalisme intégral » et ne recommande pas le mot « véganisme ». Pour ces deux organismes de terminologie, le végétalisme intégral refuse « l'utilisation » (France) ou « l'exploitation » (Canada) des animaux, et donc la consommation de produits animaux. Dans sa définition de 2021, l'Office québécois de la langue française considère que le mot véganisme est acceptable.
Le mot « véganisme » fait son entrée dans plusieurs dictionnaires français en 2013 et 2015,. Plutôt qu'une doctrine ou un principe moral, ces dictionnaires définissent le véganisme comme un mode de vie excluant la consommation de produits animaux (Le Petit Larousse), et plus généralement « respectueux des animaux » (Le Petit Robert), introduisant ainsi une nuance avec le mot anglais veganism qui désigne à la fois un mode de vie et un principe moral. Alors que l'Office québécois de la langue française définissait aussi le végétalisme intégral comme un mode de vie en 2018, la définition change en 2021 et considère désormais qu'il s'agit d'une « doctrine » en faveur de ce mode de vie,.
Alors que certains dictionnaires français, notamment le Robert, privilégient la forme épicène « végane » (au masculin comme au féminin), le Hachette a choisi le terme « végan(e) » accordable en genre. La Commission d’enrichissement de la langue française (CELF) préfère l'expression « végétalien(ne) intégral(e) ». Elle mentionne l'existence du mot « végane » mais ne le recommande pas. Le Grand Dictionnaire terminologique (Québec) rappelle la recommandation de la CELF en faveur de l'expression « végétalien(ne) intégral(e) », mais considère que les mots « végan » ou « végane » sont acceptables.
Pour la chercheuse québécoise Valéry Giroux et l'universitaire français Renan Larue, auteurs d'un Que sais-je ? sur le véganisme, celui-ci doit être entendu comme un mouvement social et politique fondé sur « un engagement à ne pas œuvrer, dans la mesure du possible, à l'assujettissement, aux mauvais traitements et à la mise à mort d'êtres sensibles ».
Une personne qui opte pour un mode de vie végan le fait le plus souvent pour minimiser la souffrance animale ; certains végans peuvent également faire ce choix pour minimiser leur empreinte écologique ou dans l'espoir d'en tirer un bénéfice en matière de santé,[réf. à confirmer]. De telles personnes sont communément appelées « végane(s) ». Au masculin, le mot « végan » est également utilisé ; il coexiste avec la forme épicène « végane » (utilisée au masculin et au féminin).

## Historique
Cette section ne s'appuie pas, ou pas assez, sur des sources secondaires ou tertiaires indépendantes du sujet. Le texte peut contenir des analyses inexactes ou inédites de sources primaires.
Pour l'améliorer, ajoutez-en, ou placez des modèles {{Source secondaire souhaitée}} ou {{Source secondaire nécessaire}} sur les passages mal sourcés. (avril 2015)
Le véganisme s'inscrit dans la continuité d'efforts pour éviter de consommer des produits animaux.

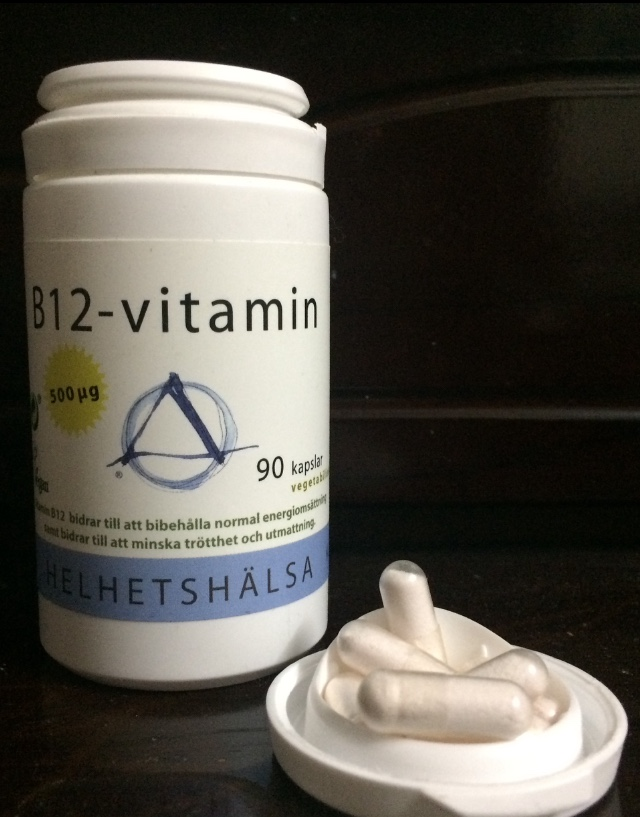
Cachets de vitamine B12.

Peu après la fondation de la Vegan Society, en 1944, l'importance de la vitamine B12, découverte en 1948, a été mise en évidence par la recherche médicale, notamment à travers une étude conduite par un chercheur adhérent de l'association, Frank Wokes, et ayant impliqué plusieurs de ses membres.
Le Programme national nutrition santé français qui, dans un premier temps, se contente de déconseiller le régime végétalien, notamment pour les enfants, modifie ses conseils en 2014 et recommande depuis lors aux végétaliens de consommer de la vitamine B12 (présente dans plusieurs algues mais non biodisponible, et absente des autres plantes) sous forme de suppléments pour ne pas souffrir de carences ou d'anémies sévères.
Même si des personnes comme le Dr William Lambe et le poète britannique Percy Bysshe Shelley ont commencé à s’opposer à la consommation d’œufs et de lait dès 1806, et si le consortium socialiste d'Alcott House leur a emboîté le pas, sans grand succès, le véganisme ne se développe qu'après que la synthèse de la vitamine B12 est devenue possible.

## Mode de vie

### Alimentation
Le véganisme se traduit par l'adoption d'une pratique alimentaire végétalienne, excluant tout produit d'origine animale (viande, poissons, crustacés, mollusques, insectes, gélatine, œufs, lait animal, miel, etc.).
L’agriculture biologique végétalienne exclut le recours à des produits d'origine animale pour assurer la fertilité du sol, ainsi que les pesticides ; d'autres répulsifs peuvent être utilisés pour éloigner les insectes des cultures.

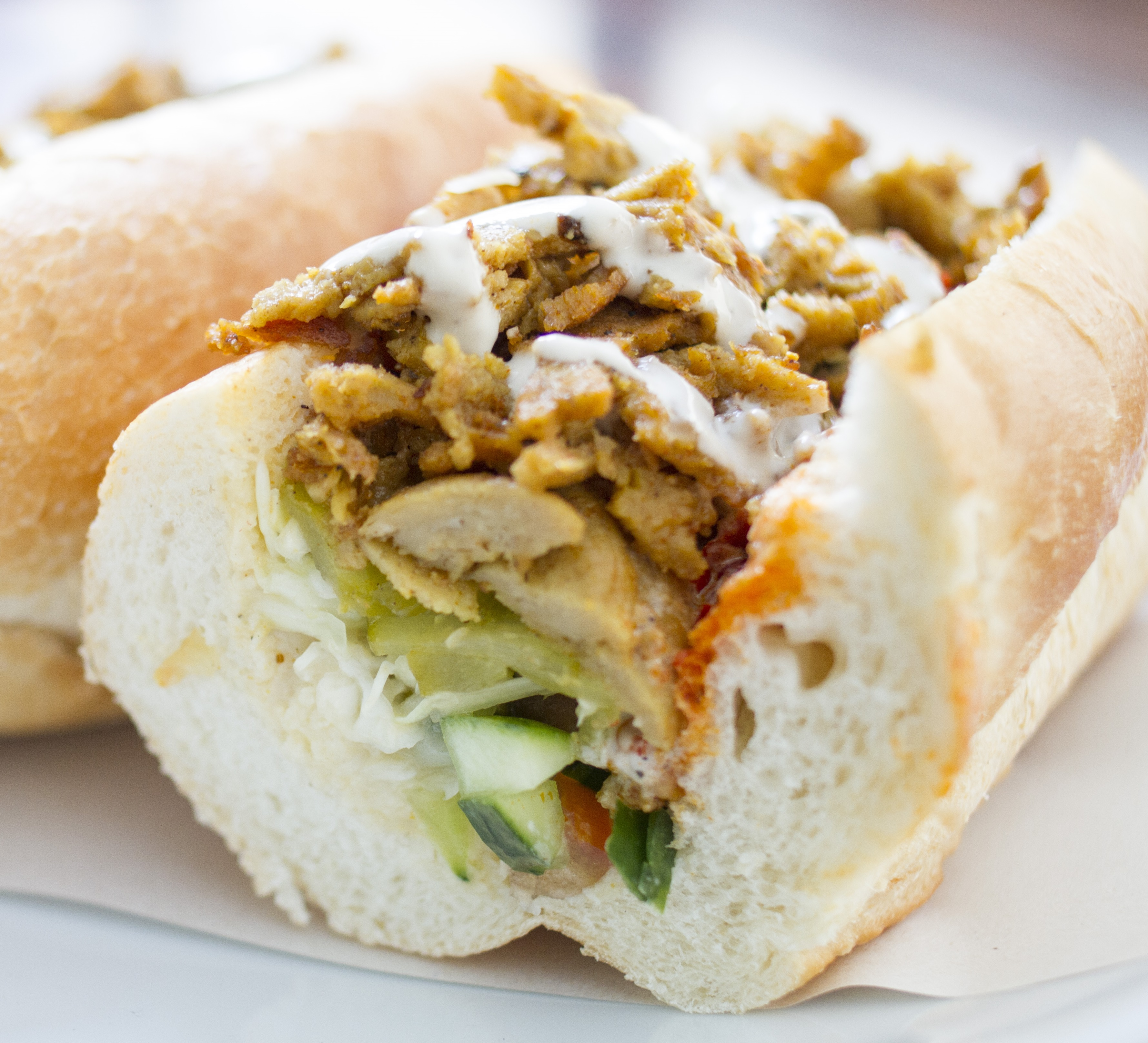
Sandwich chawarma végétal, Israël.
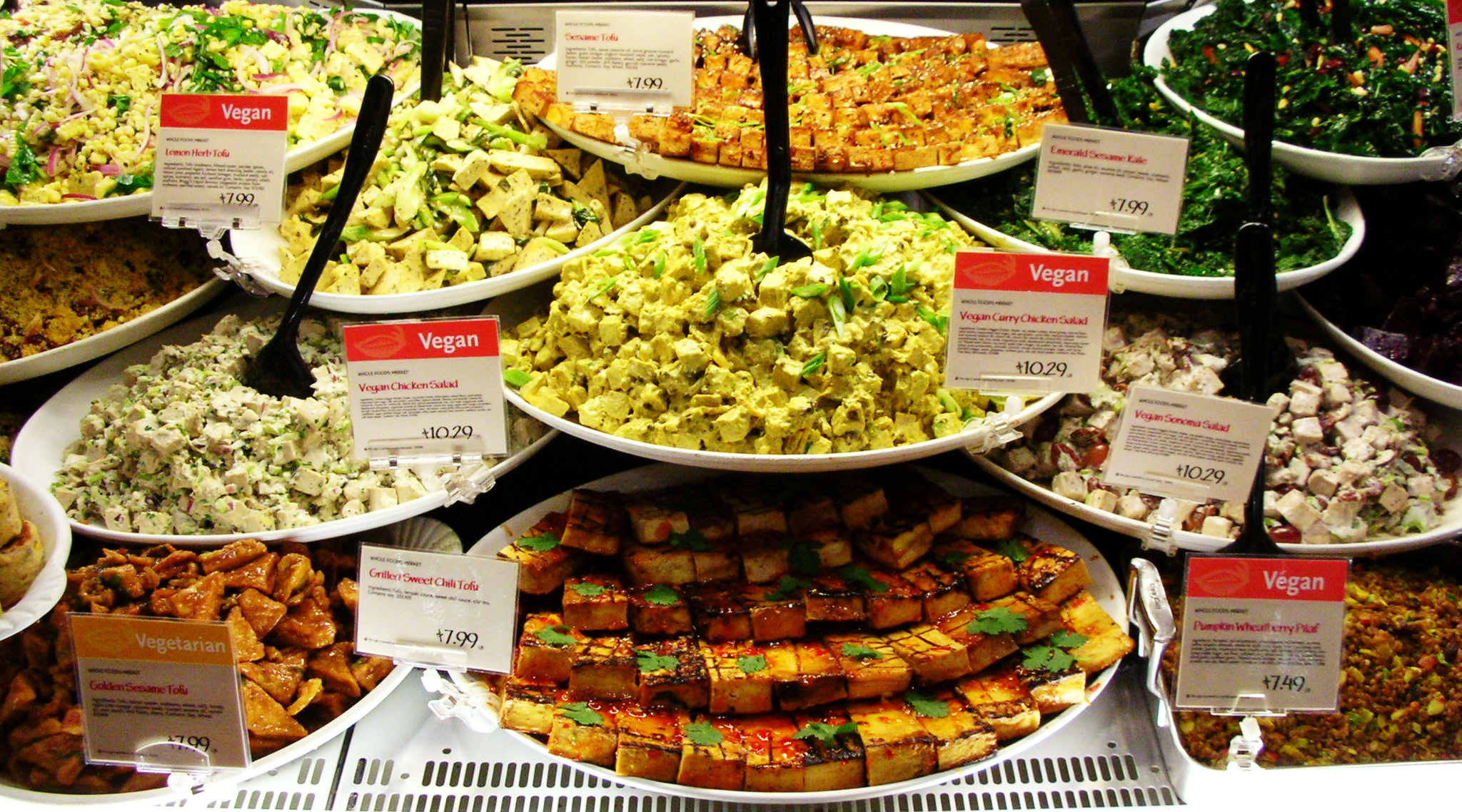
Plats végétaux majoritairement au tofu.
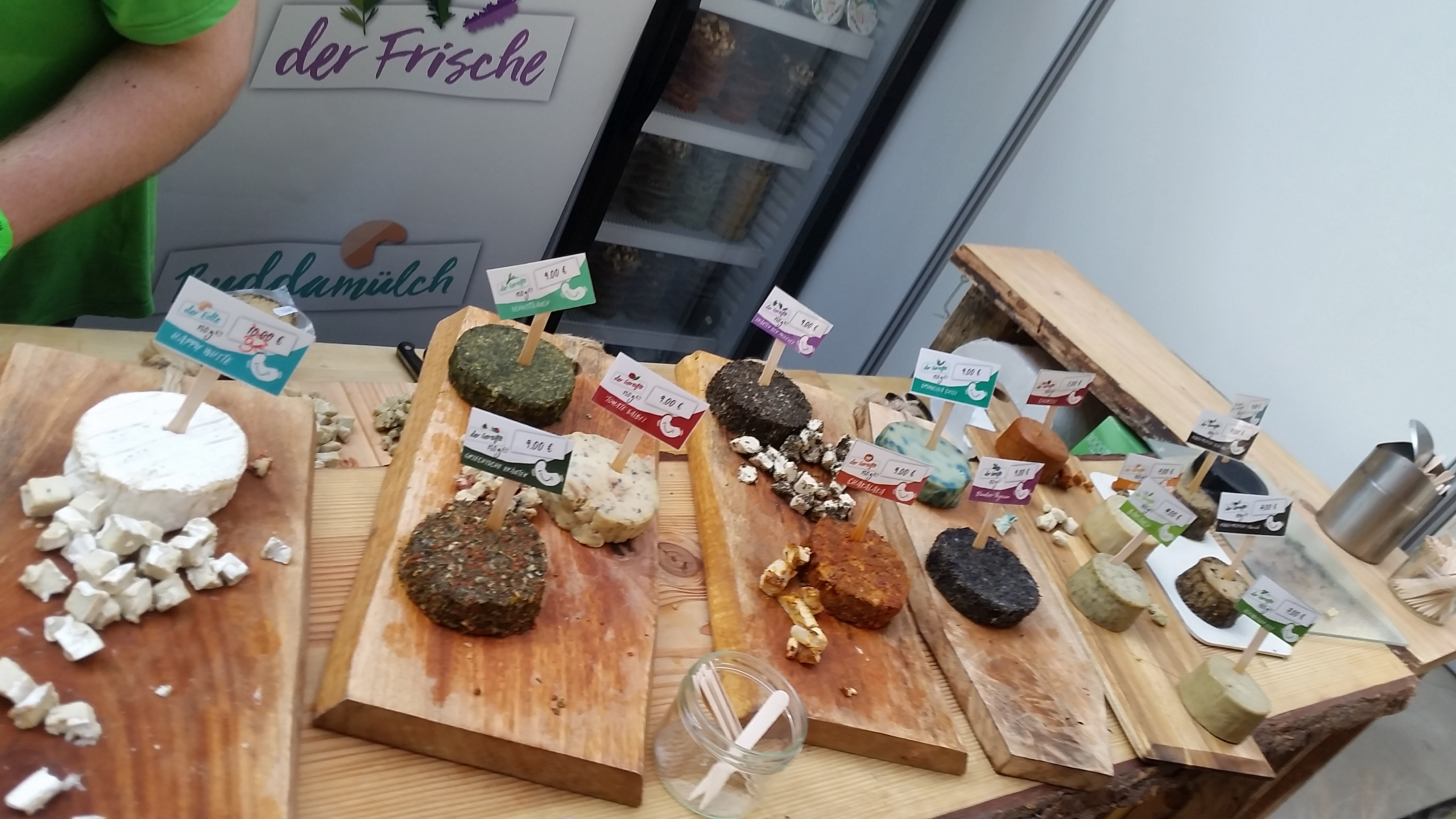
Stand de fromages végétaux lors du VeggieWorld 2018.
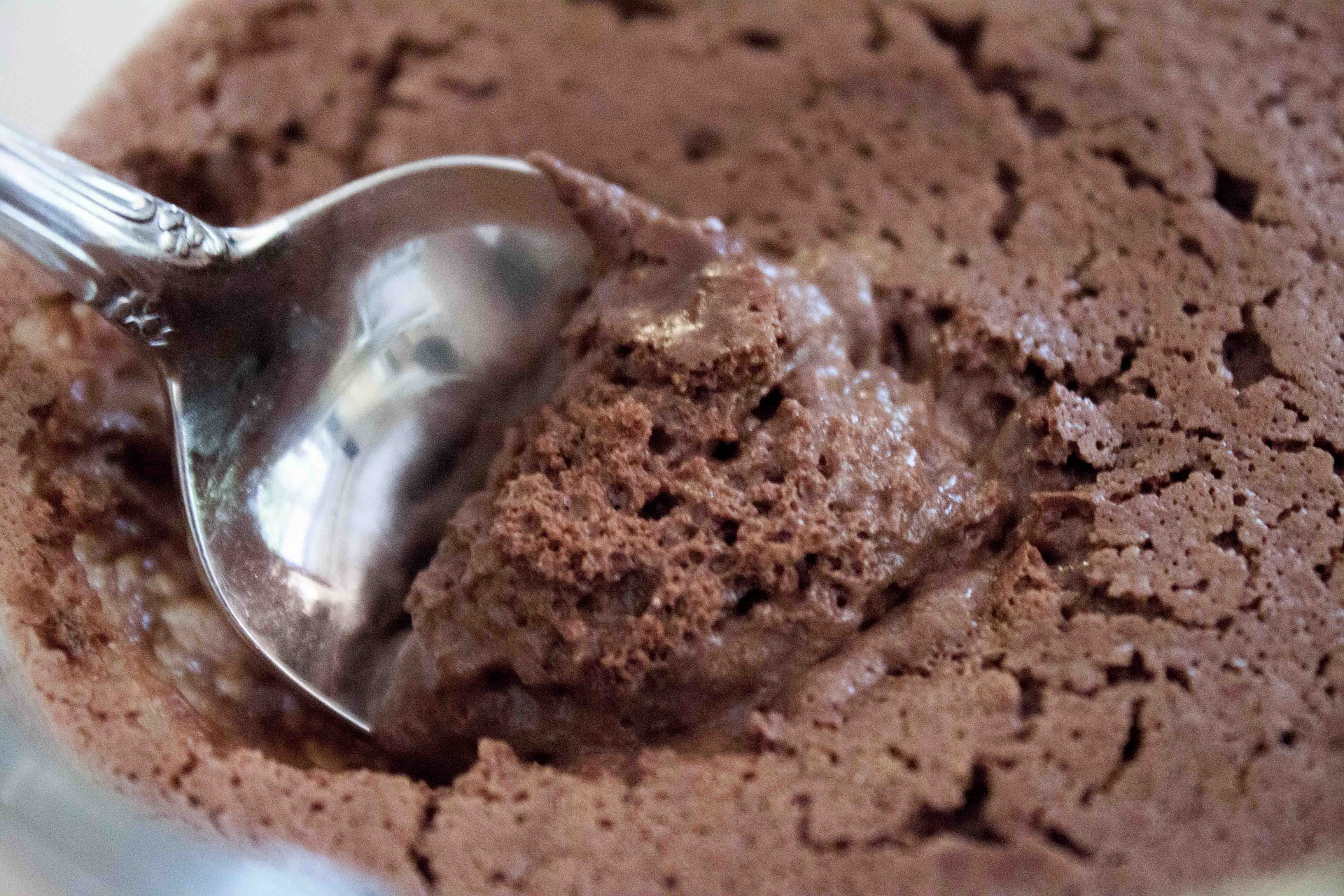
Mousse au chocolat sans œuf.

### Végétalisme et santé

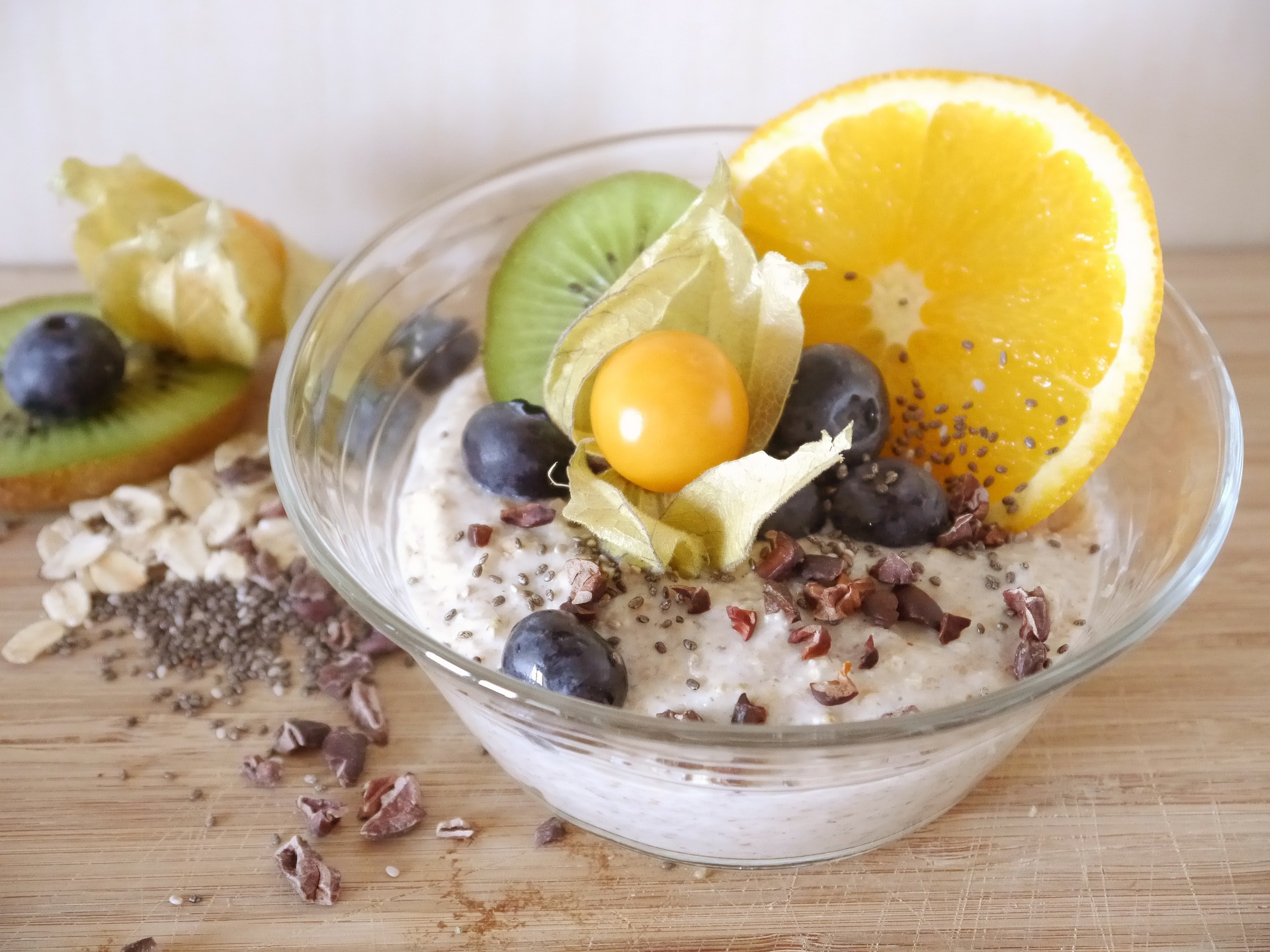
Petit déjeuner végétal à base de muesli et de fruits.

### Vêtements, bijoux et accessoires

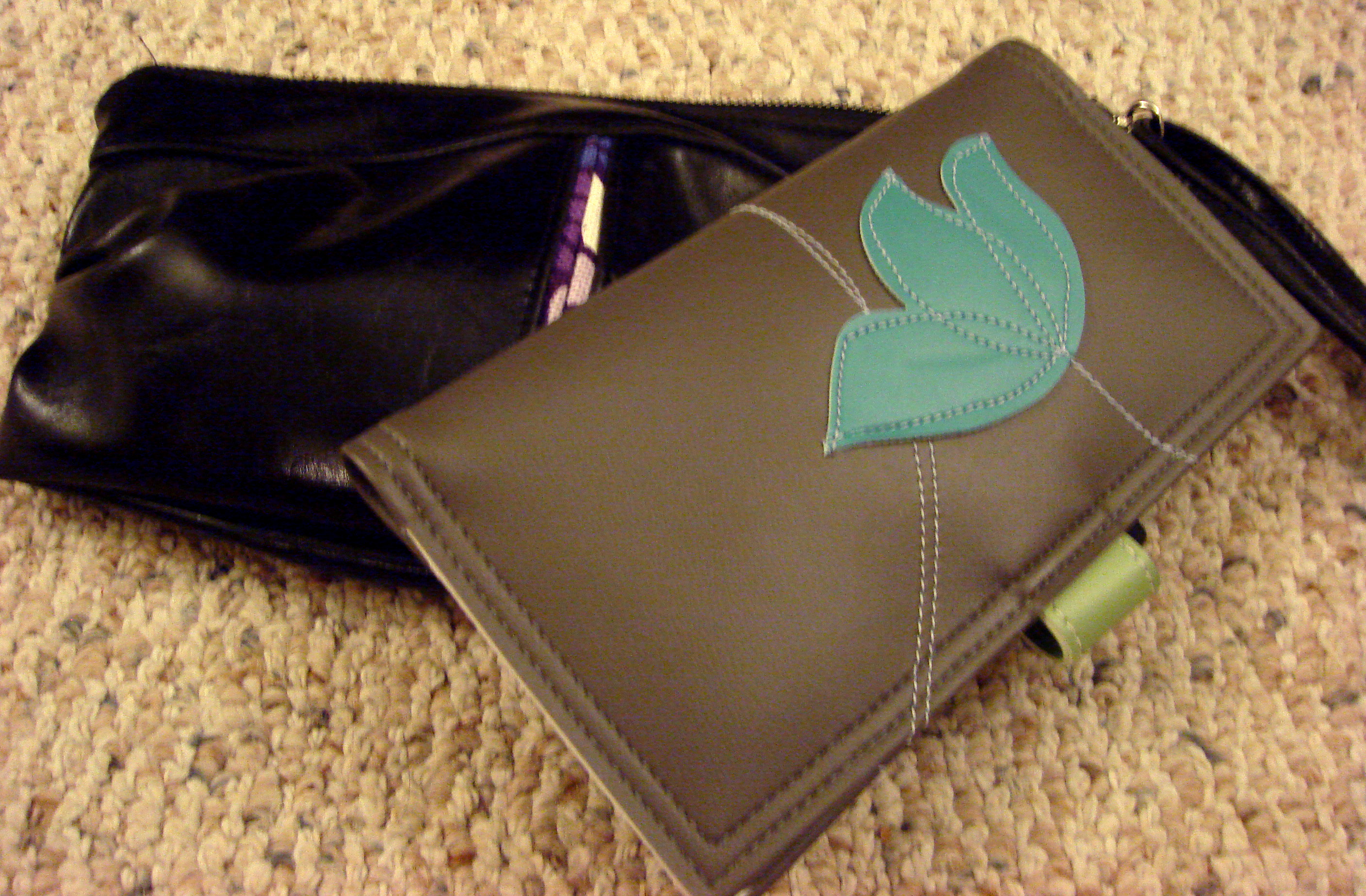
Accessoires végans, Austin, États-Unis.

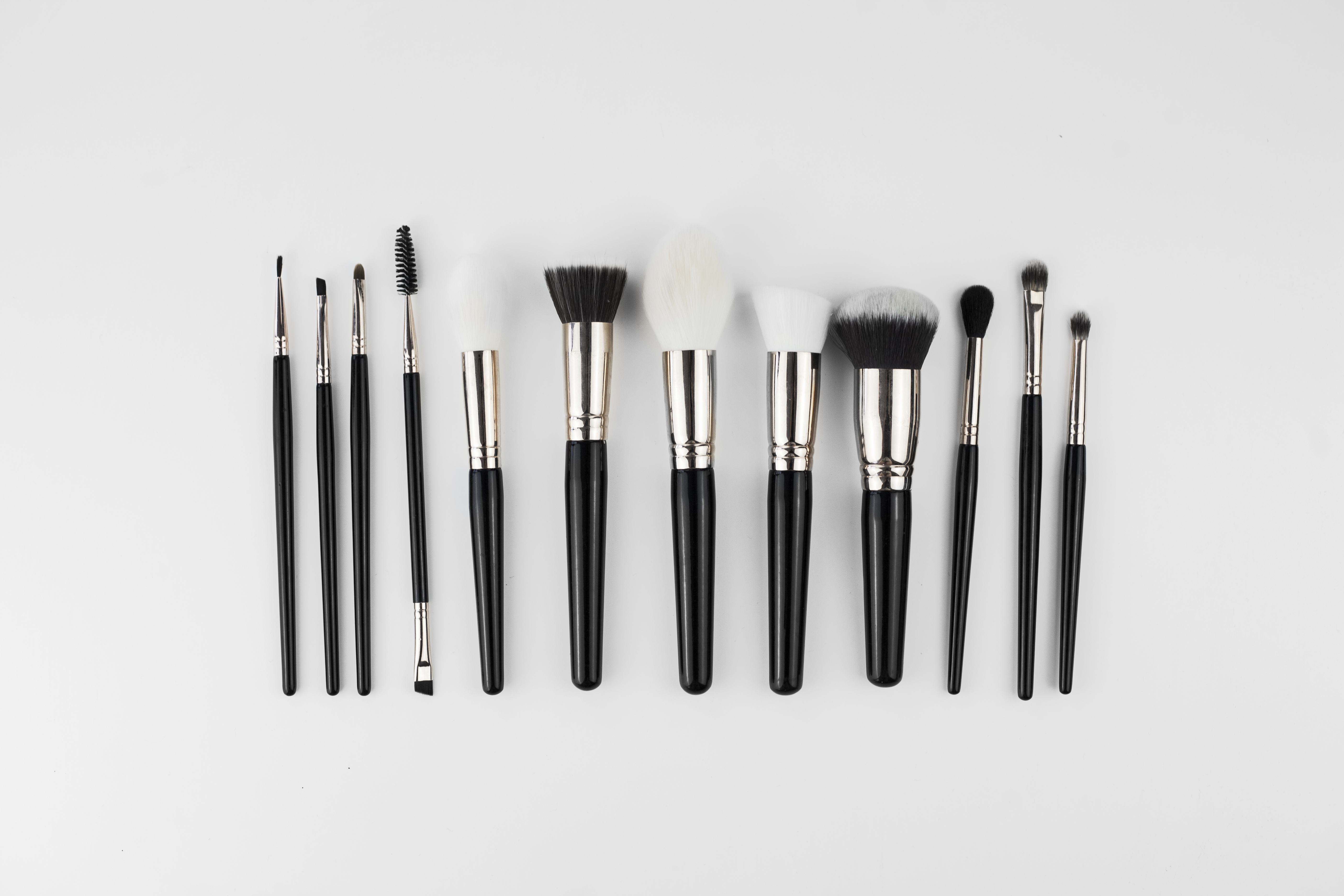
Pinceaux et brosses de maquillage végans, Australie.

Les végans ne portent pas de vêtements d'origine animale (cuir, fourrure, soie, laine, mohair, alpaga, cachemire, etc.). Ils ne portent pas non plus de bijoux ou d'accessoires fabriqués à partir de composants animaux (perles, nacre, plumes, corne, écailles, etc.).

### Cosmétique
Pour les végétaliens intégraux, un produit cosmétique végan ne doit pas avoir été testé sur les animaux, et ne doit contenir aucun ingrédient d’origine animale (cire d'abeille, carmin, collagène animal, kératine) ni avoir induit l'utilisation d'un animal.
Depuis le 11 mars 2013, les nouveaux produits cosmétiques testés sur des animaux sont interdits de vente dans l'Union européenne.

### Loisirs
Pour le philosophe américain Gary Francione, toute forme d'utilisation des animaux, comme l'équitation, est contraire au véganisme. Gary Francione et l'association 269 Life France s'opposent aussi à la domestication d'animaux de compagnie, mais pas à l'accueil d'animaux abandonnés. Les végans sont généralement opposés aux loisirs utilisant des animaux, tels que la corrida, l'équitation, les cirques avec animaux, les zoos ou les aquariums, considérés comme contraires à la logique intrinsèque du véganisme.

### Nourriture pour animaux domestiques
En raison du bilan environnemental des aliments pour animaux de compagnie à base de viande et des problèmes éthiques que cela pose pour les végans, certains (s'ils admettent la détention d'animaux domestiques) élargissent ce mode de vie pour l'appliquer au régime alimentaire des animaux domestiques,. Cela est particulièrement vrai pour les chats et les chiens pour lesquels la nourriture végétalienne est disponible. Cependant, cette pratique a suscité diverses critiques,, en particulier en ce qui concerne les régimes végétaux pour chats, les félins ayant un régime alimentaire essentiellement carnivore qui peut inclure marginalement des légumes, des féculents et d'autres produits d'origine végétale.
En août 2015, plusieurs marques commerciales d'aliments végétariens et végétaliens pour chiens et chats ne respectaient pas les recommandations sur l'étiquetage et certaines teneurs minimum en acides aminés édictées par l'AAFCO,.

## Motivations
Le sujet du véganisme n'est pas défini explicitement sur la base de critères moraux, même s'il « comporte forcément une dimension morale » selon Nicolas Treich. Il s'agit également d'une thématique philosophique, éthique, spirituelle,, culturelle, politique et transdisciplinaire,. Les raisons diffèrent autant que les personnes, leurs origines culturelles et les courants de pensée auxquels elles appartiennent.

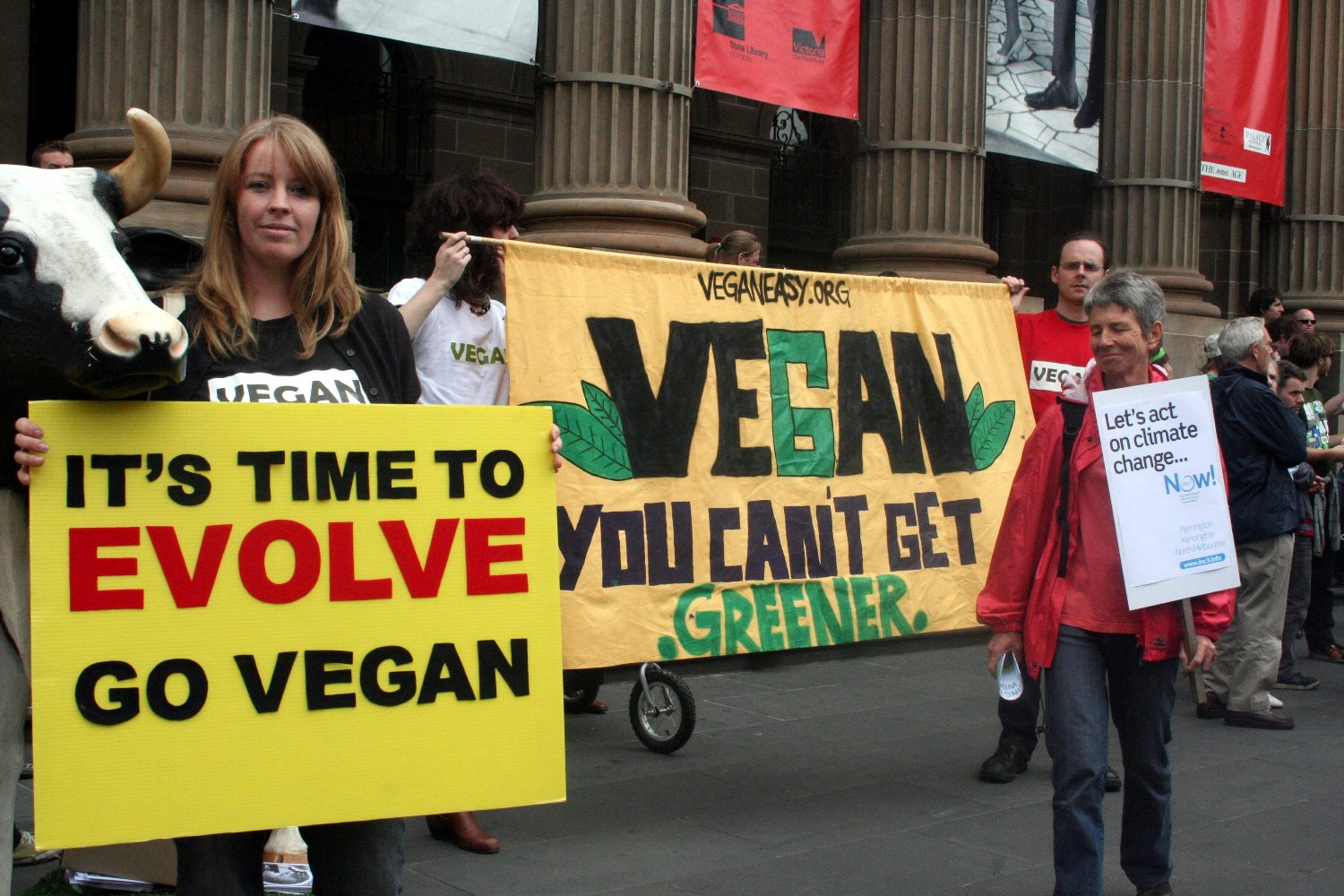
Marche pour le véganisme, Melbourne (Australie), 2009.

### Aspect éthique
La décision d'adopter un mode de vie végan est souvent le résultat d'une démarche personnelle reposant sur l'empathie et la compassion envers les animaux, et sur l'idée que leur exploitation serait immorale. Le véganisme peut ainsi être motivé par le souci du bien-être animal ou s'inscrire dans le cadre d'une théorie morale du rapport entre les humains et les animaux, par exemple l'antispécisme.
L'antispécisme est une notion inventée en 1970 par le Britannique Richard D. Ryder. Ce psychologue propose d'épargner les espèces qui sont capables de ressentir de la douleur, un critère qui serait, selon lui, plus rationnel que l'appartenance à l'espèce humaine. La notion a ensuite été principalement diffusée par le philosophe australien d'origine autrichienne Peter Singer, spécialiste de l'éthique, dans son ouvrage La Libération animale (1975), qui traite peu du véganisme en tant que tel mais dont la pensée peut se résumer à « si nous savons que les animaux souffrent comme nous – et nous le savons –, nous ne pouvons pas les faire souffrir. Nous devons cesser de les tuer pour nous en servir », et qui relaie la démarche de l'activiste américano-belge Henry Spira pour le bien-être animal.
Certaines personnes peuvent parfois devenir véganes par engagement écologiste, pour des raisons religieuses ou parce qu'elles sont nées dans une famille végane. Une étude de Waldmann, Koschizke et Leitzmann en 2003 a montré que les personnes qui adoptent le véganisme pour des raisons environnementales suivent ce mode de vie de façon moins stricte que celles qui le font pour des raisons éthiques ; ce point a été confirmé par une étude de Greenbaum en 2012. Par exemple, ces personnes peuvent préférer le cuir aux matériaux synthétiques.

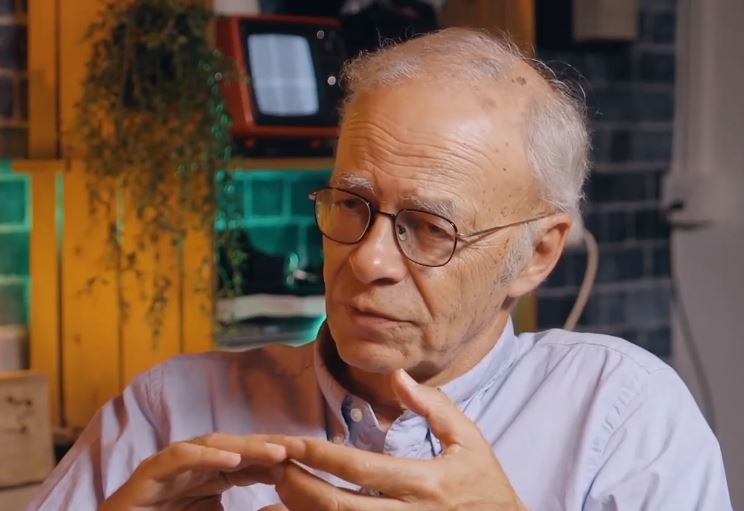
Le philosophe Peter Singer.

Plusieurs auteurs végans, tels les philosophes américains Tom Regan ou Gary Francione, considèrent que le réformisme, qui consiste à améliorer progressivement les conditions de vie des animaux d'élevage, conforte l'exploitation animale en renforçant son cadre législatif. Ce courant est dit « abolitionniste ». L'écrivain et psychologue américaine Joan Dunayer défend également une position abolitionniste et considère que l'approche réformiste, consistant à mettre en avant la question du bien-être animal, est contradictoire avec la volonté de faire progresser les droits des animaux.
Le philosophe Peter Singer, favorable à l'approche réformiste, déclare en 2006 que le mouvement végan devrait être plus tolérant à l'égard des personnes qui utilisent des produits animaux, tant que ces dernières s'assurent que les animaux ont eu une vie décente.
Un courant féministe végane inspiré par l'Américaine Carol J. Adams, autrice de La Politique sexuelle de la viande, établit un parallèle entre l'objectification des femmes et celle des animaux dans une optique de consommation,.

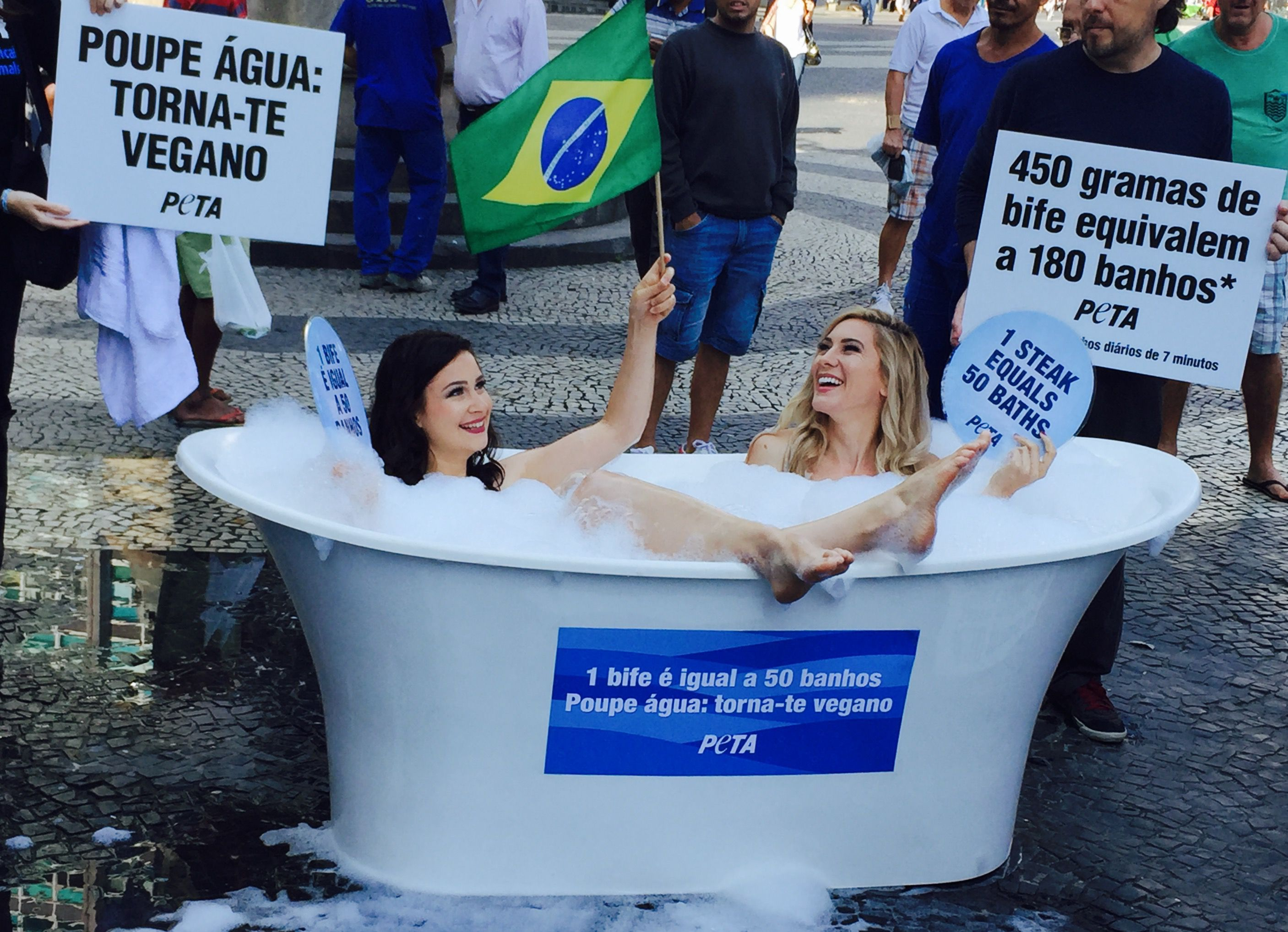
Manifestation de PETA, Rio de Janeiro, 2016.

L'écrivaine féministe africaine-américaine controversée, Alice Walker, en préface de l'ouvrage The Dreaded Comparison: Human and Animal Slavery de Marjorie Spiegel, écrit : « Les animaux du monde existent pour leurs propres raisons. Ils n'ont pas été créés pour les humains, pas plus que les Noirs n'ont été créés pour les Blancs ou les femmes pour les hommes ».

#### Comparaison avec la Shoah
L'Américain Charles Patterson, de même que certains activistes israéliens, établit un parallèle, souvent critiqué, entre les abattoirs d'animaux et les centres d'extermination nazis.

### Aspect environnemental
Selon une étude par l'Université d'Oxford de 2018, le véganisme serait la meilleure manière de réduire notre impact sur l'environnement, que ce soit d'un point de vue des émissions de gaz à effets de serre, de consommation d'eau ou de pollution des eaux.

### Utilisation des ressources alimentaires
Un autre argument repose sur le constat que les pays riches produisent de la nourriture pour les milliards d'animaux que leurs populations consomment quand des millions d'humains souffrent encore de la faim. En effet, des céréales destinées à l'alimentation du bétail occidental sont souvent cultivées dans des pays du tiers monde alors qu'elles pourraient être affectées directement à la consommation des populations locales (comme pendant la famine de 1984-1985 ayant fait plus d'un million de morts, durant laquelle l'Éthiopie continua à exporter des céréales pour l'alimentation du bétail anglais).

### Motivations religieuses
Certaines religions ou interprétations de textes religieux prescrivent de ne pas tuer voire de ne pas nuire aux animaux, et peuvent être des motivations du végétarisme et par extension du véganisme. C'est notamment le cas du principe de l'Ahimsa (non-violence), commun à plusieurs religions asiatiques.
Le jaïnisme, en particulier, prescrit une consommation non violente présentant des similitudes avec le véganisme, notamment par la prise en compte de consommations non alimentaires telles que celle du cuir, mais s'écartant également du véganisme par la consommation de laitages ainsi que par le refus de consommer du vin et par le refus de consommation de certains végétaux tels que les légumes-racines, ce dernier refus étant motivé par la volonté de ne pas tuer la plante.

## Activisme

### Actions
La Marche pour la fermeture des abattoirs est un événement qui revendique depuis 2012, « l'abolition des pratiques qui causent les plus grands torts aux animaux : l'élevage, la pêche et l'abattage ». À Paris, elle rassemble plusieurs milliers de défenseurs des animaux et de militants véganes en 2018 et est organisée par l'association L214. Cette marche a lieu dans plusieurs autres pays (en France, en Belgique, aux Pays-Bas,, au Canada,,, en Allemagne, aux États-Unis, en Australie,, au Royaume-Uni).
La Vegan Place est un évènement autour du véganisme et de la défense des animaux qui est organisé depuis 2015 dans plusieurs villes de France (Paris, Amiens, Clermont-Ferrand, Nice, Nantes, Lyon). L'événement, à l'initiative de L214, accueille des associations locales ou nationales ainsi que des stands de découverte du mode de vie végane, notamment de la cuisine végétale, comme des restaurateurs ou des traiteurs.
Le militantisme végan peut prendre la forme d'un activisme antispéciste ou animaliste, au travers d'actions de violence politique et de désobéissance civile, allant parfois jusqu'au vandalisme de boucheries et de poissonneries, comme ce fut le cas en France et en Suisse en 2018,,.
En Suisse, bien que l'abattage halal ou casher (interdit dans la Confédération) fasse l'objet de critiques spécifiques relatives au bien-être animal, les activistes ne ciblent pas en priorité les établissements vendant de la viande halal ou casher importée. Pour certains végans, il s'agit de ne pas renforcer la xénophobie ambiante, tandis que d'autres veulent éviter de détourner l'attention de la question des animaux mis à mort en Suisse.

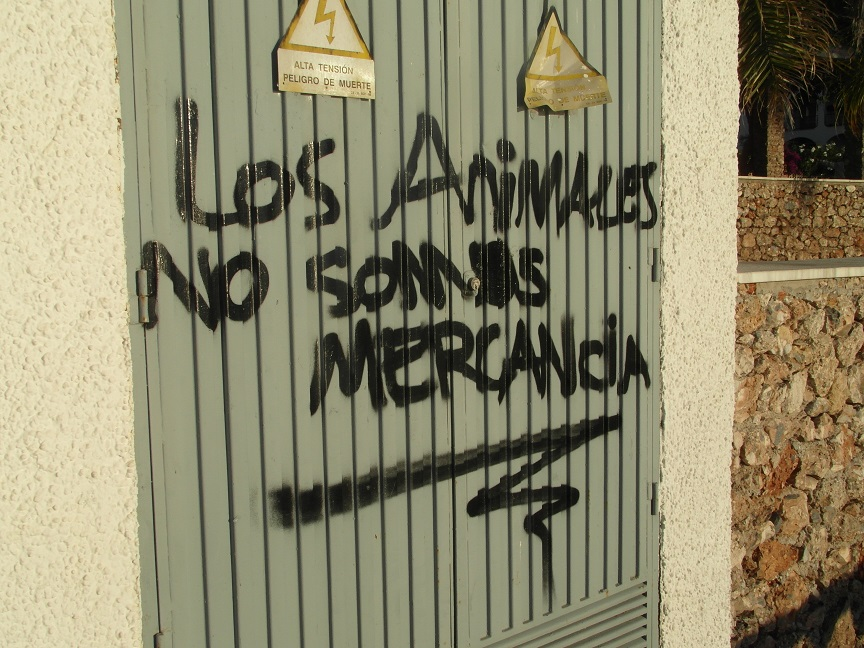
Tag antispéciste : « Les animaux ne sont pas de la marchandise ».
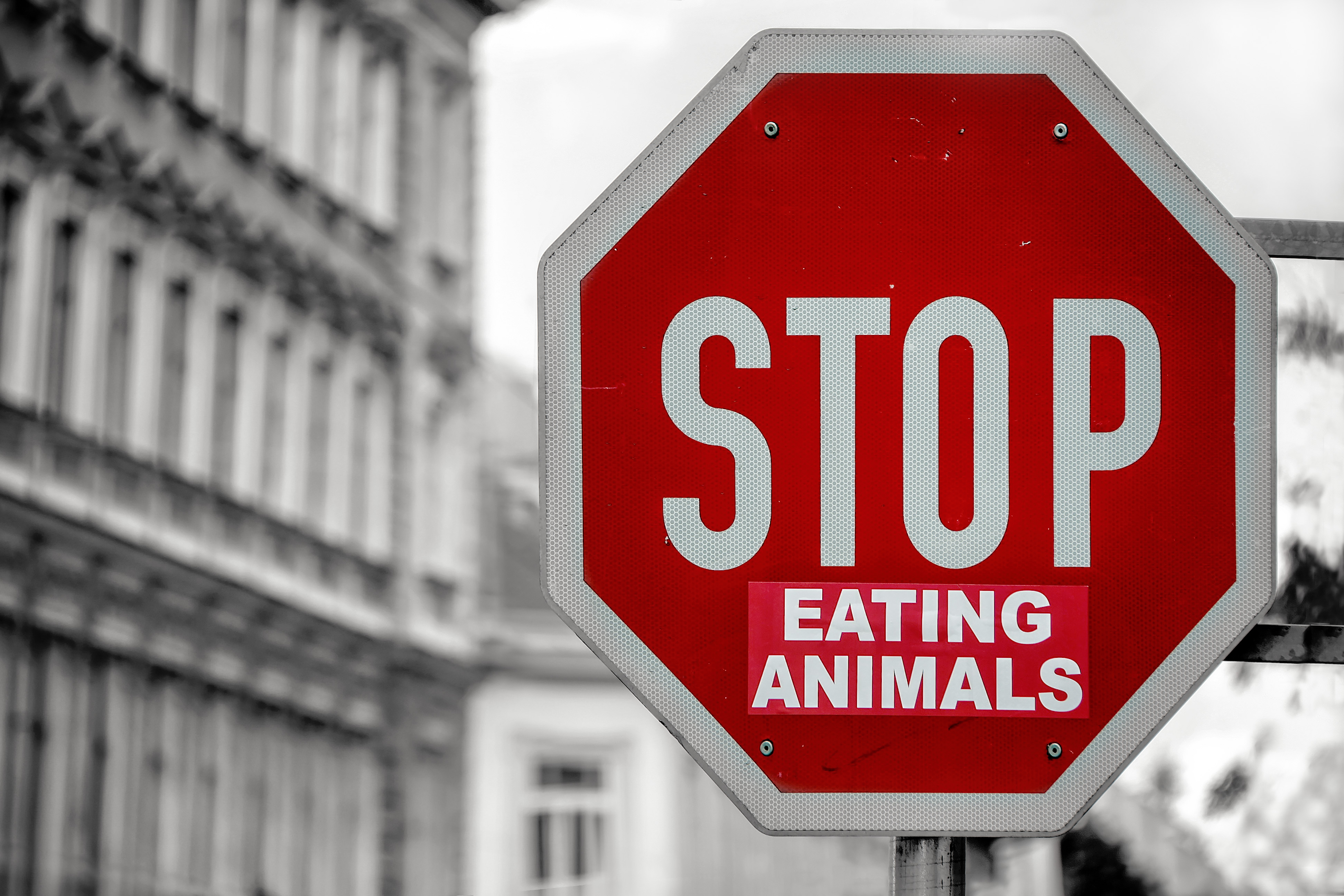
Panneau « Stop » détourné à Vienne.
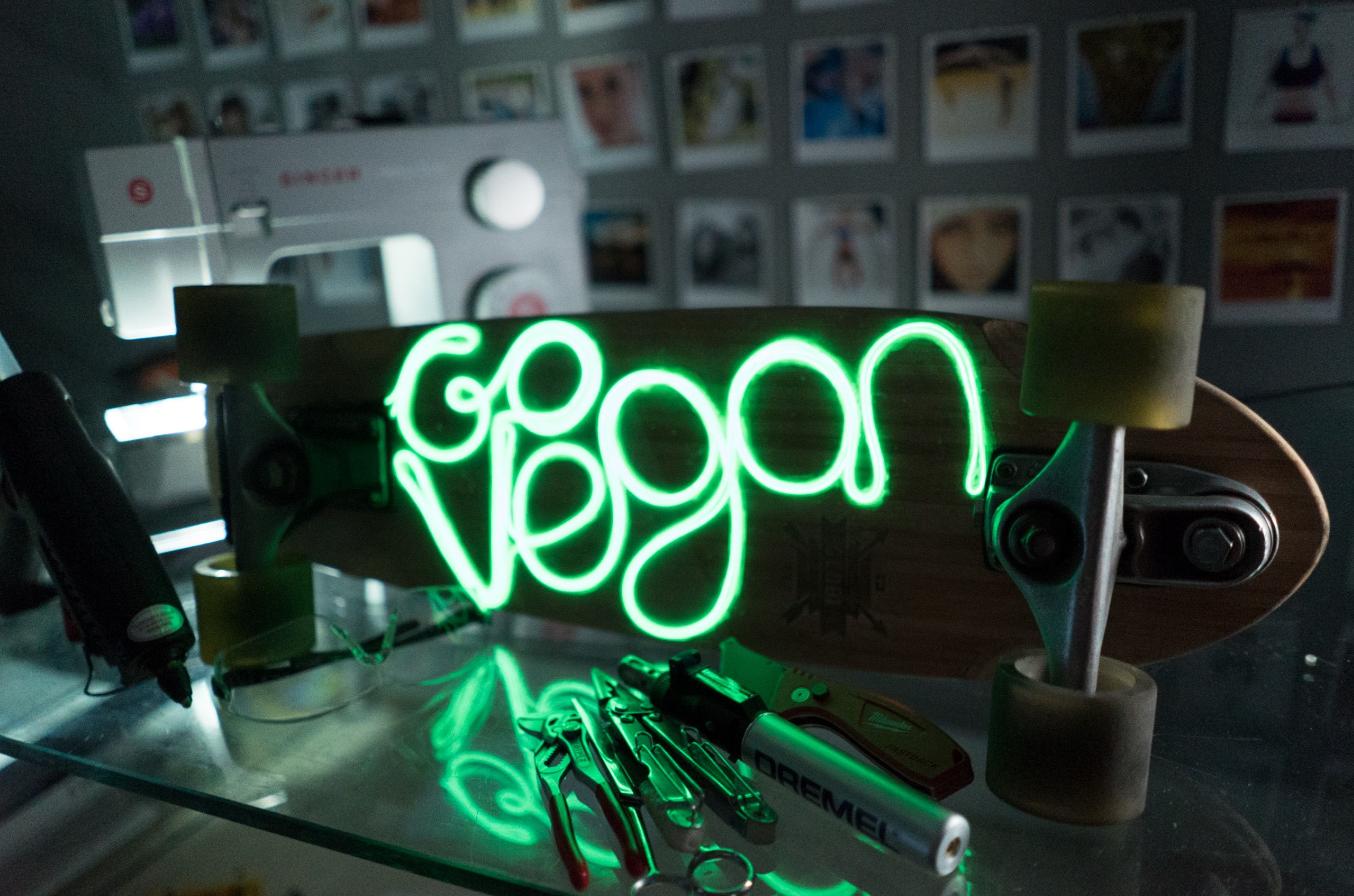
Néon « Go vegan » sous un skateboard, Israël.
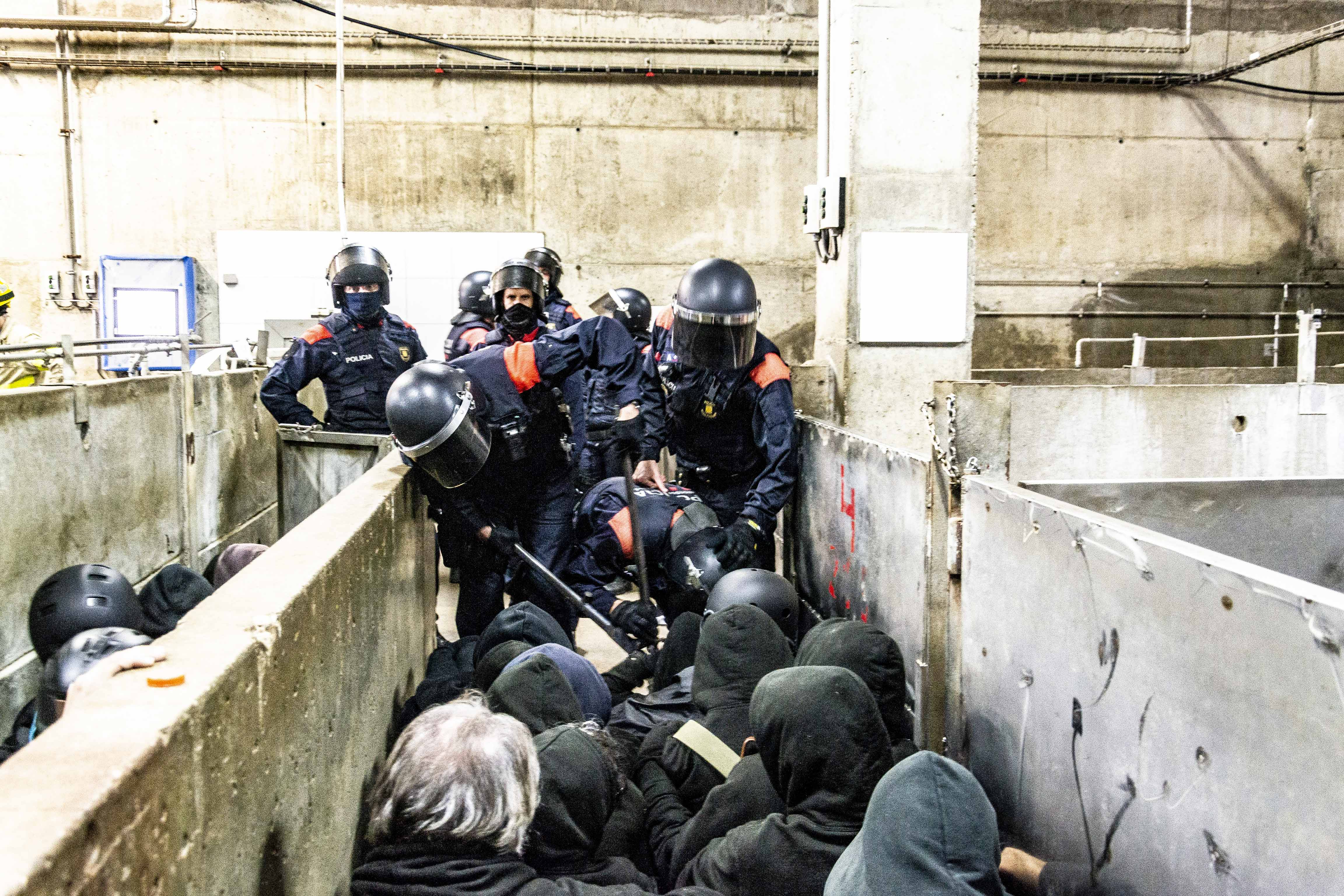
Blocage d'un abattoir en Espagne.

### Communication

#### Vidéos et internet
Internet permet la diffusion de vidéos sur le traitement des animaux d'élevage. Ces documents ont eu un effet important sur l’opinion publique, et ont pu servir, en plus de sensibiliser la population, à mettre le bien-être animal à l’agenda politique. Ces diffusions peuvent être à l'origine de poursuites judiciaires ou de changements législatifs,.
Internet a également joué un rôle important dans la mobilisation et le rassemblement d’activistes, notamment pour les associations qui n'ont ni locaux, ni lieux de rencontre spécifiques.

#### Usage de la violence
Le livre nommé Terrorists or Freedom fighters? compte un article de l'Américain Tom Regan, « Comment justifier la violence ? », qui résume la problématique qui se pose aux militants antispécistes ou animalistes (et d’une manière plus générale au sein des mouvements sociaux). Il discute de l’intérêt et de la justification de l’usage de la violence au sein du mouvement, arguant le fait que, dans l’idéal il ne serait pas fait usage de la violence (en prenant l’exemple de Gandhi), mais qu’un compromis serait trouvé dans la mesure où la violence en question permettrait de sauver des vies.

## Opposition

### Critiques sur le fond
Une étude publiée en 2016 dans la revue scientifique américaine Elementa affirme que si la société américaine devenait entièrement végane, elle ne pourrait pas utiliser l'intégralité des terres agricoles des États-Unis de manière optimale, certaines terres, comme les pâturages, n'étant pas cultivables. Certains médias ont repris cette publication en affirmant que le véganisme « ne serait pas la meilleure solution pour sauver la planète ».

### Critiques de certaines positions et actions militantes
La tentation de rapprocher des luttes telles que l'antiracisme, le féminisme et le véganisme (plus exactement, l'antispécisme) n'est pas toujours bien perçue par les militants antiracistes et féministes, qui refusent le rapprochement ainsi fait entre les femmes ou les personnes noires et les animaux. D'autre part, des opérations de communication mettant en avant le corps de femmes pour attirer l'attention sur le sort des animaux valent à l'association PETA d'être régulièrement accusée de sexisme.
Les critiques peuvent parfois venir du mouvement végane lui-même : l'autrice et journaliste féministe américaine Isa Chandra Moskowitz et le sociologue américain Bob Torres (en), auteur d'un guide sur le véganisme, sont également préoccupés par l'ouverture d'un club de striptease végane à Portland (Oregon) et par le sexisme dans la communauté végane en général.
En France en 2018, des militants antispécistes commettent divers actes de dégradation de boucheries, tels que des bris de vitrine et jets de peinture, des tags « Stop spécisme ». Les bouchers victimes de ces agissements et l'éditorialiste Guillaume Roquette s'élèvent contre ces dégradations. La Confédération française de la boucherie dépose une demande officielle de protection au ministère de l’Intérieur.
En 2019, le politologue français Paul Ariès déclare que « le véganisme est une idéologie politique totalitaire » et « perverse »,,. Il affirme que le véganisme sert les entreprises de biotechnologies alimentaires produisant « des fausses viandes, des faux fromages, des faux laits qui vont bientôt envahir nos étals, avec, par exemple, de la fausse viande réalisée à partir de cellules-souches ». La même année, Ariès publie le livre Lettre ouverte aux mangeurs de viande qui souhaitent le rester sans culpabiliser. Ce livre reçoit une recension positive du médecin nutritionniste Bernard Schmitt pour qui il montre que l'antispécisme et le véganisme constituent « une perversion antihumaniste », une « mouvance sectaire, animée par des zélateurs qui veulent combattre la souffrance animale par tous les moyens, y compris les plus violents et fascisants. » .
Dans La Cause végane. Un nouvel intégrisme ? (2019), le journaliste environnemental Frédéric Denhez considère que le véganisme ne serait que l'énième avatar d'une bourgeoisie se cherchant un nouveau terrain de lutte. Il pointe une idéologie qu'il juge ridicule, puritaine, voire sectaire (comme le « végésexualisme » qui exclut d'avoir des relations sexuelles avec des personnes consommant de la viande),[réf. incomplète].

### Hostilité et violences
En 2015, une étude publiée dans le journal Group Processes & Intergroup Relations a conclu que les végans et végétariens font l'objet d'un rejet par les autres, aussi appelé végéphobie,.
Le journal Le Monde libertaire, organe de presse de la Fédération anarchiste, publie en 2012 un article opposé au véganisme, qualifiant celui-ci de « dérive sectaire ». Le site internet végan La Terre d'abord, reprenant cet article, estime qu'il est dans la continuité des positions anarchistes anti-véganes des années 1990, caricaturant la position « antispéciste » des véganes.
Le 29 mai 2016, un café restaurant végan de Tbilissi, capitale de la Géorgie, est attaqué par des membres de groupes ultranationalistes qui jettent des morceaux de viande grillée et des saucisses à sa clientèle. Selon un article de la RTBF cette attaque entrerait dans une logique de lutte anti-occidentale de ces groupes ultranationalistes géorgiens. Une enquête a été ouverte par les autorités judiciaires du pays.

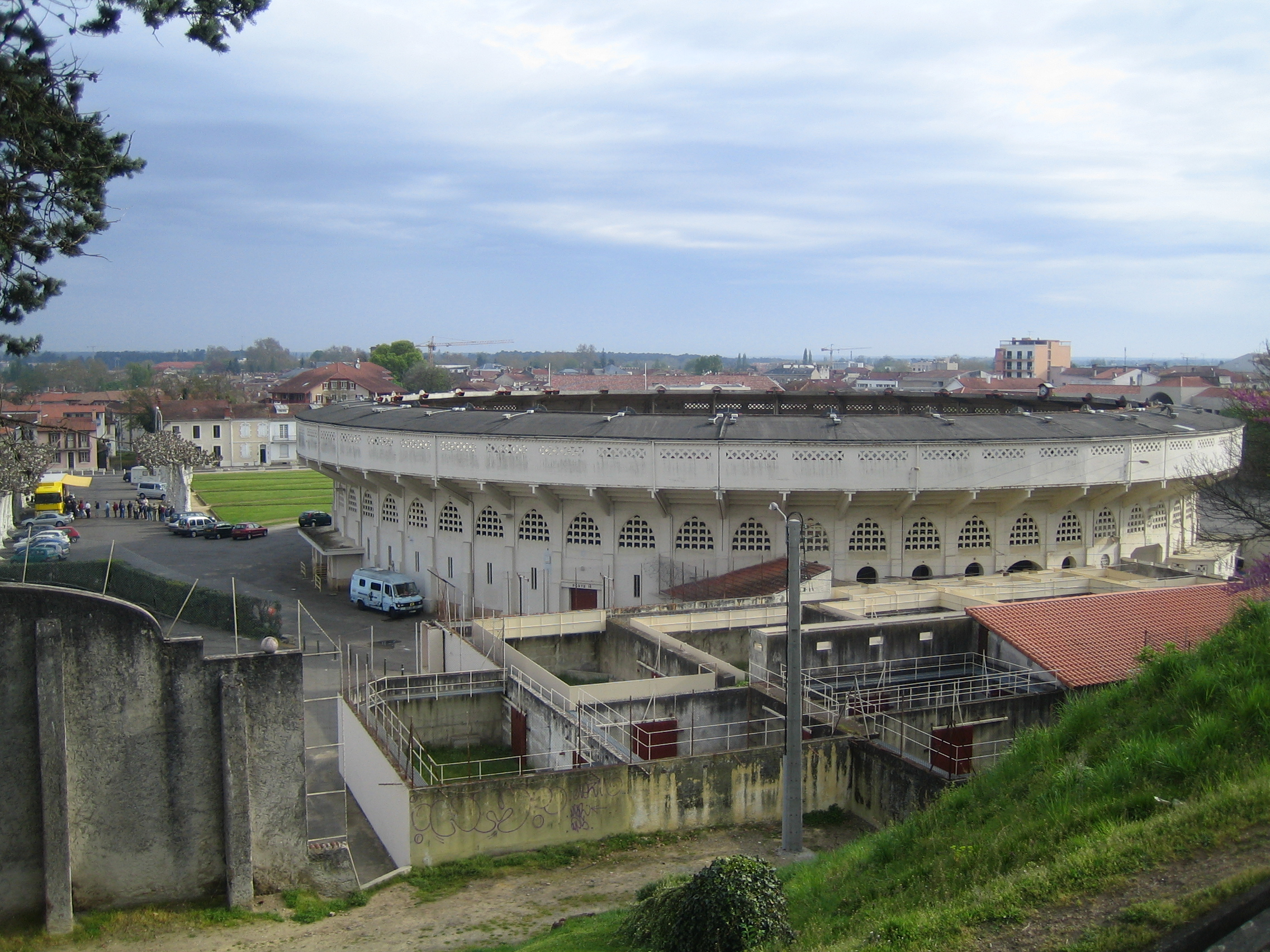
Arènes de Mont-de-Marsan.

Le 1er octobre 2016, une manifestation comptant entre 2 400 personnes (selon la police) et 8 000 (selon les organisateurs), défenseurs des traditions locales « luttant contre les anti-chasse, les anti-corridas et les végans » a été organisée à Mont-de-Marsan, préfecture des Landes. La maire (MoDem) de la ville et présidente de Mont-de-Marsan Agglomération, Geneviève Darrieussecq, élue députée en 2017, était présente dans la manifestation.

## Le véganisme dans le monde
Les éléments démographiques sur le véganisme sont inégaux, tous les pays ne disposant pas de données fiables. Presque toutes les sources portent sur le végétalisme et non pas sur le véganisme.
On constate une différence sensible entre le fait de se déclarer végane et le fait de déclarer ne pas consommer de produits d'origine animale. Ainsi, en Europe, selon une étude de 2018 du Centre de recherche pour l'étude et l'observation des conditions de vie pour FranceAgriMer et l'Observatoire CNIEL des habitudes alimentaires, publiée en octobre 2019, les proportions de personnes qui se déclarent véganes en France, en Allemagne, en Espagne et au Royaume-Uni sont de 1,1 %, 1,3 %, 1,6 % et 1,5 %, mais les proportions de personnes déclarant ne pas consommer de produits animaux dans les mêmes pays sont seulement de 0,4 %, 0,6 %, 0,3 % et 0,9 %.

### Europe
En Allemagne : en 2013, les végétaliens sont estimés à 800 000, soit 1 % de la population. En 2018, alors que Berlin, avec ses très nombreux restaurants et magasins végans, est souvent considérée comme la capitale du mouvement sur le continent européen, les végans seraient 1,3 million selon l'association végétarienne allemande VEBU (de), soit 1,6 % de la population.
En Autriche : en 2013, le journal Kurier estime que les végétaliens représentent 0,5 % de la population autrichienne et 0,7 % de celle de Vienne.
En Belgique : en 2016, un sondage en ligne visant la population néerlandophone donne une proportion de 0,3 % de végétaliens en Flandre et à Bruxelles.
En Espagne : en 2018, les personnes se déclarant véganes sont au moins aussi nombreuses (1,6 %) que celles se déclarant végétariennes (1 %). « Cela pourrait être lié au caractère récent du phénomène végétarien en Espagne, ce qui donnerait un certain avantage au véganisme, très médiatisé sur cette dernière période. » Les Espagnols déclarant ne pas consommer de produits d'origine animale représentent toutefois une proportion sensiblement plus faible de la population (0,3 %).
En France : selon le journal Le Monde, qui cite une étude sur la base de l'échantillon Kantar Worldpanel, la proportion des ménages comptant au moins une personne végétalienne ne dépassait pas 0,5 % en France en 2017. Une étude du Xerfi de 2018 obtient également que 0,5 % de la population française serait végane. Selon une étude par quota du Crédoc en 2018 auprès d'un panel de 1 009 personnes contactées par Internet, 1,1 % des Français se déclarent véganes, et 0,4 % déclarent effectivement ne pas consommer de produits d'origine animale. Une étude de l'institut Harris Interactive publiée en 2017 sur la base d'une enquête en ligne réalisée en 2016 estime que 4 % des Français « pratiquent » le véganisme,.
En Italie : en 2015, La Repubblica estime que les végétaliens en Italie représentent entre 0,6 et 3 % de la population du pays.
Aux Pays-Bas : en 2014, l'association végane néerlandaise (Nederlandse Vereniging voor Veganisme) estime le nombre de végétaliens dans leur pays à environ 45 000 personnes (0,27 %).
Au Royaume-Uni : dans un sondage réalisé en 2007, 2 % de personnes se déclarent végétaliennes. En 2016, un sondage commandé par l'association végane britannique et portant sur 10 000 personnes, arrive à une proportion de 1,05 % de végétaliens. L'association estime que 542 000 personnes au Royaume-Uni suivent un régime alimentaire végétalien. Les végans sont protégés contre la discrimination au Royaume-Uni, où la justice du travail a défini cette pratique comme une croyance philosophique,.
En Suède : dans un sondage réalisé en 2014, 4 % des personnes interrogées se déclarent végétaliennes.
En Suisse : d'après un sondage réalisé en 2017, 3 % des Suisses interrogés se déclarent véganes ; ce taux monte à 6 % pour les personnes âgées de 15 à 34 ans,, mais selon d'autres sources, le pourcentage estimé de végans varie entre 0,38 % et 3 %, selon la façon dont les questions sont posées,.

### Amérique
Au Canada : en 2018, 2,3 % des Canadiens se déclarent végétaliens.
Aux États-Unis : les estimations, selon les sondages, varient entre 2 % (Gallup, 2012) et 0,5 % (Faunalytics, 2014) de végétaliens dans la population américaine. Le second sondage indique que 70 % des Américains ayant adopté un régime alimentaire végétalien à un moment donné ont fini par l'abandonner.

### Asie
En Inde : dans une enquête nationale en 2005-06, 1,6 % de la population interrogée déclarait ne jamais consommer de produits d'origine animale ; en 2018, une étude estime que 20 % d'Indiens ne consommeraient ni viande ni œufs ni poisson (ne prenant donc pas en compte le lait, important dans l'alimentation de nombreux Indiens).

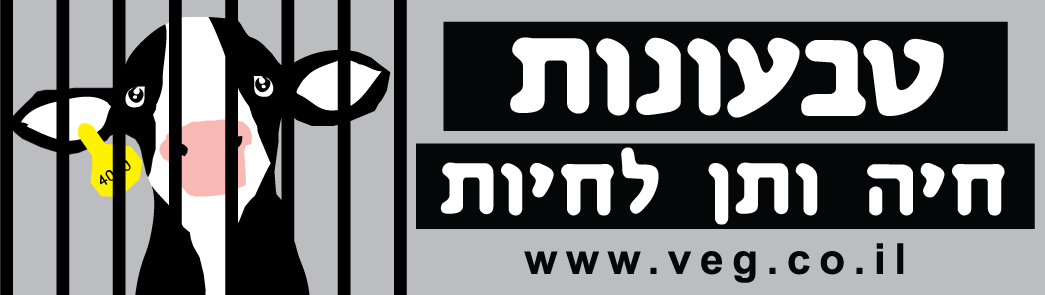
Étiquette en faveur du véganisme, en hébreu : « Véganisme, vivre et laisser vivre ».

En Israël : 5 % des Israéliens (300 000 personnes) se disent végétaliens en 2014 puis en 2015, selon deux enquêtes indépendantes, ce qui représente la plus forte proportion de végétaliens au monde,, ; le militantisme politique végan connait également une « véritable explosion »,,. Ce grand pourcentage de végans,, est entre autres expliqué par le fait que de nombreux militants du « camp de la paix » se sont tournés vers la défense des droits des animaux et souvent, par des actions spectaculaires comme celles de l'association 269 Life,. Aussi, l'armée israélienne consent-elle d’importantes adaptations pour ses recrues antispécistes et l'association Anonymous for Animals Rights a le soutien du gouvernement.

## Personnalités véganes
De nombreuses personnalités disent pratiquer et promeuvent le véganisme. Parmi elles, on peut citer :
- Pamela Anderson, actrice canadienne, militante contre la cruauté infligée aux animaux ;
- Stomy Bugsy, rappeur français, engagé notamment auprès de PETA et contre diverses formes d'exploitation des animaux ;
- James Cameron, réalisateur et producteur de cinéma canadien, activiste environnemental, engagé dans la restauration et l'agro-alimentaire véganes ;
- Aymeric Caron, journaliste, écrivain et député français, auteur de plusieurs essais sur le véganisme et l'antispécisme ;
- Lisa Edelstein, cinéaste américaine, activiste végane engagée notamment auprès de PETA ;
- Sia, cinéaste australienne engagée auprès de PETA pour la stérilisation des animaux domestiques, et associée à l'entreprise de biotechnologie Bond Pet Foods, qui vise à produire une nourriture végane adaptée pour les animaux domestiques ;
- Lewis Hamilton, septuple champion du monde de Formule 1[141], cofondateur de la chaîne de restauration rapide végane Neat Burger ;
- Woody Harrelson, acteur ayant joué dans les films Insaisissables et dans la série de films Hunger Games[142] ;
- Emma Hurst, femme politique australienne ;
- Evanna Lynch, interprète de Luna dans Harry Potter ;
- Matisyahu, chanteur de reggae américain[143] ;
- Andy Meddick, homme politique australien ;
- Moby, chanteur, musicien et auteur-compositeur américain[144] ;
- Joaquin Phoenix, acteur américain ayant joué dans le film Gladiator ;
- Natalie Portman, actrice israélo-américaine, ayant notamment joué dans des films des séries Star Wars et Thor ;
- Sadie Sink, actrice ayant joué dans la saison 2 de Stranger Things ;
- Olivia Wilde, actrice américaine ayant joué dans le film Cowboys et Envahisseurs ;
- Les acteurs et actrices Peter Dinklage, Maisie Williams, Jerome Flynn, Lena Headey, John Bradley-West incarnant respectivement Tyrion, Arya, Bronn, Cersei, et Samwell dans la série télévisée Game of Thrones[145] ;
- Greta Thunberg, militante suédoise contre le changement climatique ;
- Pia Klemp, biologiste allemande, capitaine de navire et militante pour les droits de l'homme et des animaux ;
- Bruno Blum, musicien, écrivain et dessinateur français ;
- Jeanne Mas, chanteuse[146].

## Certification
Certaines organisations certifient des produits comme conformes aux principes du véganisme. Pour être certifié, un produit ne doit pas avoir été testé sur des animaux ni avoir recours à des produits animaux au cours de sa fabrication.
De nombreux labels sont utilisés pour certifier le caractère végan ou végétalien des produits de consommation tels que la nourriture, les vêtements, les cosmétiques ou les chaussures. Certains relèvent d'organisations à but non lucratif qui prônent le régime végan, végétalien (ou végétarien) ; d'autres sont émis par des entreprises privées.

#### En français
- Aymeric Caron, No Steak, Fayard, 2013
- Aymeric Caron, Antispéciste, éditions Don Quichotte, 2016
- Élise Desaulniers, Vache à lait : dix mythes sur l'industrie laitière, Stanké, 2013
- Gary Francione, Introduction aux droits des animaux, L'Âge d'homme, 2015
- Gary Francione et Anna E. Charlton, Petit traité de véganisme, Éditions L'Âge d'Homme, 2015, 175 p. (ISBN 978-2825144893).
- Martin Gibert, Voir son steak comme un animal mort : véganisme et psychologie morale, Lux Éditeur, 2015
- Valéry Giroux et Renan Larue, Le Véganisme, Presses universitaires de France, coll. « Que sais-je ? », 2017, 128 p. (ISBN 978-2130749479).
- Renan Larue (dir.), La pensée végane : 50 regards sur la condition animale, Presses universitaires de France / Humensis, 2020, 656 p.
- Thomas Lepeltier, Les véganes au pouvoir, Le Pommier, 2021, 144 p. (ISBN 978-2746524460).
- Charles Patterson, Un éternel Treblinka, Calmann-Lévy, 334 p., 2008
- Méryl Pinque (dir.), Bêtes humaines ? Pour une révolution végane, Autrement, 2015
- Tom Regan, traduit par Enrique Utria, Les Droits des animaux, Hermann, 2013
- Jean Réal, Bêtes et juges, Paris, Buchet-Chastel, 2006
- Matthieu Ricard, Plaidoyer pour les animaux, Allary Éditions, 2014
- Peter Singer, L'éthique à table : pourquoi nos choix alimentaires importent, Éditions L'Âge d'Homme, 2015
- Peter Singer, Végan : Une éthique de la nourriture, Payot, 2023, 144 p. (ISBN 978-2228934572).
- Ophélie Véron, Planète végane : Penser, manger et agir autrement, Marabout, 2017, 486 p. (ISBN 978-2501121828).
- Jean-Baptiste Jeangène Vilmer, Éthique animale, Presses universitaires de France, 2008
- Gwendoline Yzèbe, Vivre végane, Le Livre de poche, 2016, 176 p. (ISBN 978-2253187745).
- François Jaquet et Malou Anselek, Faut-il être végane ? : Éthique d'un mode de vie, éditions Sciences humaines, 2025.

#### En anglais

##### Ouvrages
- John Robbins, Diet for a New America (en), Ballantine Books, 1987, 304 pages  (ISBN 978-0915811816)
- Michael Allen Fox, Deep vegetarianism, Temple University Press U.S., 1999
- Gary L. Francione et Robert Garner, The animal rights debate: abolition or regulation?, Columbia University Press, 2010
- Gary Francione, « Animal Welfare, Happy Meat and Veganism as the Moral Baseline », dans David M. Kaplan, The Philosophy of Food, University of California Press, 2012 (ISBN 978-0-231-16790-1), p. 169–189.
- Karen Iacobbo et Michael Iacobbo, Vegetarians And Vegans in America Today, Praeger Publishers Inc, 2006
- Lisa Kemmerer et Anthony J. Nocella, Call to Compassion: Reflections on Animal Advocacy from the World's Religions, Lantern Books, 2011
- Erik Marcus, Vegan: the new ethics of eating, McBooks Press, 1998
- J. Gordon Melton, Jerome Clark et Aidan A. Kelly, New age encyclopedia: a guide to the beliefs, concepts, terms, people, and organizations that make up the new global movement toward spiritual development, health and healing, higher consciousness, and related subjects (p. 14 et p. 188)
- Victoria Moran, Main Street Vegan, TarcherPerigee, 2012
- Margaret Puskar-Pasewicz, Cultural Encyclopedia of Vegetarianism, Greenwood, 2010
- Tom Regan, All That Dwell Therein: Essays on Animal Rights and Environmental Ethics, Presses de l'université de Californie, 1982
- Tom Regan, The Case for Animal Rights, 2e édition avec nouvelle préface, Berkeley, University of California Press, 2004 (1re édition : 1983)
- Tom Regan, Defending Aminal Rights, Champaigne: Presses de l'université d'Illinois, 2001
- Tom Regan et Carl Cohen, The Animal Rights Debate, Lanham, Rowman & Littlefield, 2001
- Tom Regan, Animal Rights, Human Wrongs: An Introduction to Moral Philosophy, Lanham, Rowman & Littlefield, 2003
- Tom Regan, Empty Cages: Facing the Challenge of Animal Rights, Lanham, Rowman & Littlefield, 2004
- Jonathan Safran Foer, Eating animals, Little, Brown and Company, 2009
- Peter Singer, Animal Liberation: The Definitive Classic of the Animal Movement, HarperCollins World, 1975
- Bob Torres, Vegan Freak: Being Vegan in a Non-Vegan World, PM Press, 2009
- Veganuary, How To Go Vegan : The why, the how, and everything you need to make going vegan easy, Hodder & Stoughton, 2017, 208 p. (ISBN 978-1473680968)
- Ed Winters, This Is Vegan Propaganda : (And Other Lies the Meat Industry Tells You), Londres, Penguin Books, 2023, 320 p. (ISBN 978-1785044243)
- Laura Wright, The Vegan Studies Project : Food, Animals, and Gender in the Age of Terror, University of Georgia Press, 2015, 205 p. (ISBN 978-0-8203-4855-1, lire en ligne)

##### Études disponibles sur internet
- Valéry Giroux, « Véganisme (GP) », L'Encyclopédie philosophique,‎ 2016 (lire en ligne, consulté le 18 décembre 2016).
- Elizabeth Cherry, « Veganism as a Cultural Movement: A Relational Approach », Social Movement Studies, Volume 5, Numéro 2, 2006.
- Petra Sneijder et Hedwig te Molder, « Moral logic and logical morality: Attributions of responsibility and blame in online discourse on veganism », Discourse & Society,‎ 1er septembre 2005 (DOI 10.1177/0957926505054941, lire en ligne)
- Petra Sneijder et Hedwig te Molder, « Normalizing ideological food choice and eating practices. Identity work in online discussions on veganism », Appetite,‎ juin 2009 (DOI 10.1016/j.appet.2009.02.012, lire en ligne).